# Code Louis
Le Code Louis est le nom donné aux « ordonnances sur la réformation de la justice civile et criminelle » de 1667 et 1670, et ce en l'honneur du roi Louis XIV. 

## Historique
Cette évolution juridique est liée à la volonté de mettre en ordre les lois et juridictions du royaume de France. Le Sud de ce royaume était de droit romano-canonique, dit « droit écrit », et le Nord de droit coutumier.
Le code Louis a été élaboré sous la direction de Colbert à partir de 1661, et le projet a été présenté au roi en 1665,.
En 1667, l'ordonnance de Saint-Germain-en-Laye codifie la justice civile. Les trente cinq articles traitent surtout de la hiérarchisation des différents tribunaux, de la discipline des magistrats et toilettent la procédure. Ils modifient aussi les règles relatives à l'état civil, constituant ainsi une importante étape dans la construction de l'État en France,.
En 1670, l'ordonnance criminelle codifie la justice criminelle. On maintient, selon l'esprit de l'époque, la question, les galères et la peine de mort,.
Il fut enregistré par le Parlement en présence du Roi et il devait former la première partie d'un code qui ne fut jamais réalisé.
En 1806, il va être utilisé pour le Code de procédure civile.